# Blattspitzen-Gruppe

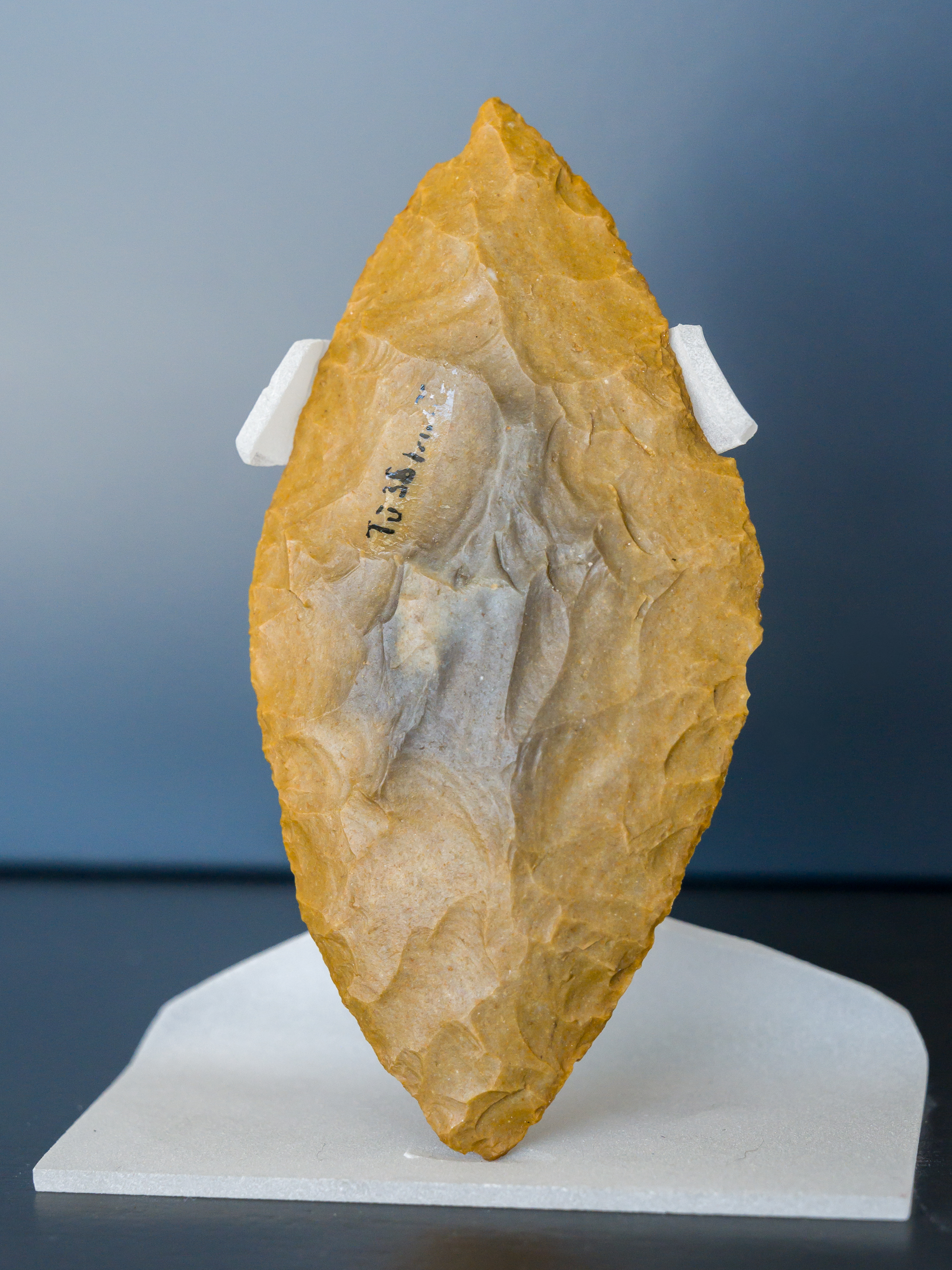
Blattspitze aus der Haldensteinhöhle in Baden-Württemberg

Als Blattspitzen-Gruppen wird eine Übergangsindustrie des Paläolithikums zwischen dem Mittel- und Jungpaläolithikum von etwa 47.000 - 42.000 vor heute bezeichnet.  Die Gruppen lebten in Teilen des heutigen Deutschland, so in Bayern, Nordrhein-Westfalen und Thüringen. Die bayerische Altmühlgruppe wurde 1954 so von Assien Bohmers benannt. In Tschechien und Ungarn wird die Kultur mit Blattspitzen als Szeletien bezeichnet. In der Forschung wird die Zugehörigkeit der Blattspitzengruppen diskutiert. Noch vor kurzem wurde angenommen, dass die Inventare zum  Micoquien und damit einer Kultur der späten Neandertaler zuzuordnen sind, andere Archäologen haben diese Werkzeuge als eigenständige Kultureinheit betrachtet.
Aus der Ilsenhöhle unter der Burg Ranis stammen mehrere kleine Knochenfragmente des anatomisch modernen Menschen (Homo sapiens), die zwischen 43.000 und 45.000 Jahre alt sind. Erst durch die Zuordnung dieser Knochenstücke zu Homo sapiens sind die wahrscheinlichen Hersteller der Blattspitzen gefunden. Die neuere Forschung geht von episodischen Einwanderungen kleiner Gruppen des modernen Menschen nach Mitteleuropa aus.
Siedlungsspuren und Werkzeuge haben sich bevorzugt in Höhlen erhalten. Ausnahmen bilden zum Beispiel die Blattspitzen von Zeitlarn in Bayern, die im Freiland gefunden wurden.

## Werkzeuge
Namensgebend für die Blattspitzengruppe sind die Werkzeuge dieser Gruppen, die Blattspitzen, da die Umrissform an symmetrische Baumblätter (Weidenblätter oder Lorbeerbläter) erinnert. Typisch sind flächenhaft bearbeitete, große lorbeerblatt-, kleine buchenblatt- und lange, schmale weidenblattförmige Spitzen. Daneben finden sich langovale Blattformen und Schaber aus Feuerstein. Geprägt wurde der Begriff durch Gustav Schwantes. Synonym wird neben Altmühlgruppe auch der Begriff Präsolutréen verwendet, da es morphologische Ähnlichkeiten der Werkzeugen mit der jungpaläolihischen Kultur des Solutréens gibt. Auch im Solutréen gibt es Blattspitzen.

## Fundstellen der Blattspitzen-Gruppe in Deutschland
Nordrhein-Westfalen: 
- Remagen-Schwalbenberg
- Bracht
- Coesfeld (Kr. Coesfeld),
- Stapelage (Kreis Lippe)

Thüringen: 
- Ilsenhöhle unter der Burg Ranis[6]

Bayern: 
- Kleine Ofnethöhle (Kreis Donau-Ries)
- Wittislingen
- Höhle Steinerner Rosenkranz (Lkr. Eichstätt),
- Weinberghöhlen bei Mauern (Lkr. Schrobenhausen)[2]
- Zwergloch bei Pottenstein
- Obere Klause und Mittlere Klause bei Neuessing
- Zeitlarn
- Buchberghöhle (bei Straubing),
- Vilshofen-Albersdorf
- Obernederhöhle im Altmühltal (Lkr. Kelheim)
- Kösten bei Lichtenfels (Oberfranken)

Baden-Württemberg:
- Haldensteinhöhle (Alb-Donau-Kreis)
- Hohle Fels (Alb-Donau-Kreis)[7]
- Mundelsheim

Rheinland-Pfalz:
- Gemarkung Busenberg[8]

## Ungarn
- Szeleta-Höhle
- Jankovich-Höhle